# Église Saint-André d'Auffargis
Pour les articles homonymes, voir Église Saint-André.
L'église Saint-André d'Auffargis dans les Yvelines est une église catholique paroissiale.

## Histoire
Au Moyen Âge, les trois quarts de la commune dépendaient de l'abbaye des Vaux-de-Cernay. François Roberday, valet de chambre de la reine, organiste et compositeur, est inhumé dans l'église en 1680. Elle est vendue à la Révolution et détruite en 1793. Un nouvel édifice est construit à partir de 1853.

## Architecture

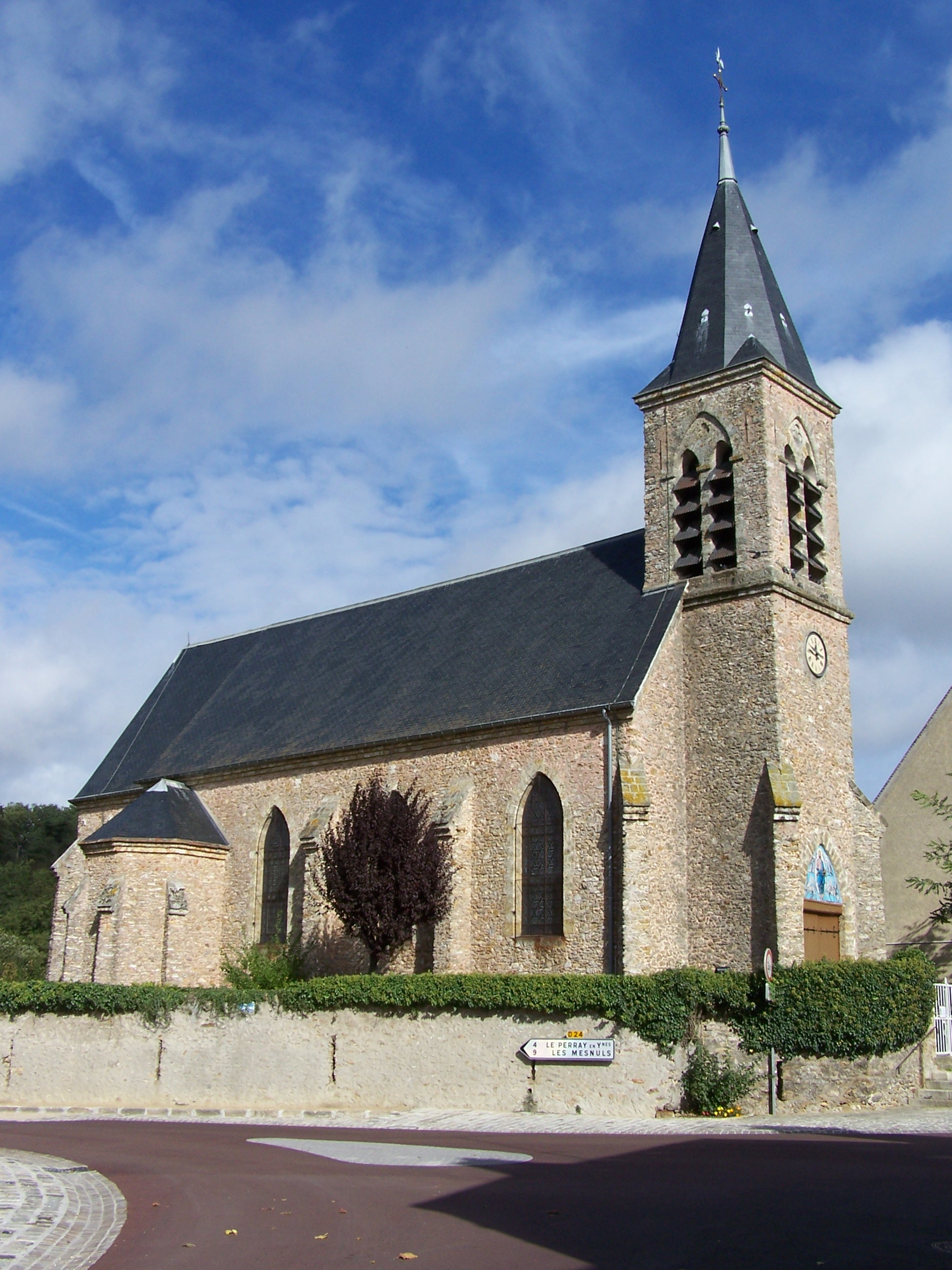
Église d'Auffargis en 2006.

Le tympan est orné d'un décor en céramique qui représente le Christ donne sa bénédiction, entouré des symboles des Évangélistes.
Elle contient un tableau représentant l'Adoration des bergers, inspiré d'une œuvre de Guido Reni.
Le mobilier est conçu par l'architecte Charles-Henri Avril. Le tabernacle, qui date du XVIIe siècle, est l'unique vestige de l'ancienne église.